# Dave (série de televisão)
Dave (estilizada como DAVE) é uma série de comédia americana que estreou no FXX em 4 de março de 2020. Foi co-criada pelo rapper/comediante Lil Dicky, que interpreta o personagem principal, e Jeff Schaffer. Kevin Hart e Greg Mottola fazem parte da equipe de produção. O homem do hype da vida real de Lil Dicky, GaTa, co-estrela como ele mesmo. Em 11 de maio de 2020, a série foi renovada para a segunda temporada, que estreou em 16 de junho de 2021.

## Premissa
A série é estrelada por uma versão ficcional de Lil Dicky, um homem neurótico suburbano de quase 30 anos que se convenceu de que está destinado a ser um dos melhores rappers de todos os tempos.

## Elenco

### Principal
- Dave "Lil Dicky" Burd como ele mesmo, um aspirante a rapper do subúrbio da Filadélfia
- Taylor Misiak como Ally Wernick, uma professora de jardim de infância, namorada de Dave e mais tarde ex-namorada
- Davionte "GaTa" Ganter como ele mesmo, hype man atual de Dave e um rapper que vive com transtorno bipolar
- Andrew Santino como Mike, colega de quarto de Dave e mais tarde gerente
- Travis "Taco" Bennett como Elliot "Elz", amigo de infância de Dave, engenheiro de som, produtor e DJ
- Christine Ko como Emma, colega de quarto e amiga de Ally e designer gráfica de Dave

### Recorrente
- Gina Hecht como Carol Burd, a mãe de Dave
- David Paymer como Don Burd, o pai de Dave
- Benny Blanco como ele mesmo, amigo e produtor de Dave

### Convidados
Dave apresenta muitas participações especiais e aparições de celebridades.

#### 1ª temporada
- YG
- Macklemore
- Trippie Redd
- Young Thug
- Gunna
- MadeinTYO
- O.T. Genasis
- Charlamagne tha God
- Tierra Whack
- Angela Yee
- Ninja
- Justin Bieber
- Kourtney Kardashian
- Marshmello

#### 2ª temporada
- CL
- Hailey Bieber
- Kendall Jenner
- Kyle Kuzma
- Kareem Abdul-Jabbar
- Doja Cat
- Slim Jxmmi
- Swae Lee
- J Balvin
- Zack King
- Lil Yachty
- Desiigner
- Dave East
- Denzel Curry
- DJ Drama
- Kevin Hart
- Lil Nas X

## Episódios
| Temporada | Temporada | Episódios | Episódios | Originalmente exibido | Originalmente exibido |
| Temporada | Temporada | Episódios | Episódios | Estreia da temporada  | Final da temporada    |
| --------- | --------- | --------- | --------- | --------------------- | --------------------- |
|           | 1         | 10        | 10        | 4 de março de 2020    | 29 de abril de 2020   |
|           | 2         | 10        | 10        | 16 de junho de 2021   | 11 de agosto de 2021  |

### 1ª temporada (2020)
| N.º na série | N.º na temp. | Título                | Dirigido por   | Escrito por               | Exibição original   | Cód. de produção | Audiência EUA (milhões) |
| ------------ | ------------ | --------------------- | -------------- | ------------------------- | ------------------- | ---------------- | ----------------------- |
| 1            | 1            | "The Gander"          | Greg Mottola   | Dave Burd e Jeff Schaffer | 4 de março de 2020  | XXLD01001        | 0.292                   |
| 2            | 2            | "Dave's First"        | Greg Mottola   | Yamara Taylor             | 4 de março de 2020  | XXLD01002        | 0.220                   |
| 3            | 3            | "Hypospadias"         | Greg Mottola   | Dave Burd                 | 11 de março de 2020 | XXLD01003        | 0.163                   |
| 4            | 4            | "Somebody..."         | Tony Yacenda   | Luvh Rakhe                | 18 de março de 2020 | XXLD01004        | 0.199                   |
| 5            | 5            | "Hype Man"            | Tony Yacenda   | Saladin Patterson         | 25 de março de 2020 | XXLD01006        | 0.210                   |
| 6            | 6            | "Talent Shows"        | Andrew DeYoung | Dave Burd                 | 1 de abril de 2020  | XXLD01007        | 0.167                   |
| 7            | 7            | "What Wood You Wear?" | Andrew DeYoung | Alex Russell              | 8 de abril de 2020  | XXLD01005        | 0.130                   |
| 8            | 8            | "PIBE"                | Andrew DeYoung | Max Searle                | 15 de abril de 2020 | XXLD01008        | 0.295                   |
| 9            | 9            | "Ally's Toast"        | Ben Sinclair   | Vanessa McGee             | 22 de abril de 2020 | XXLD01009        | 0.237                   |
| 10           | 10           | "Jail"                | Tony Yacenda   | Dave Burd                 | 29 de abril de 2020 | XXLD01010        | 0.213                   |

### 2ª temporada (2021)
| N.º na série | N.º na temp. | Título                 | Dirigido por  | Escrito por               | Exibição original    | Cód. de produção | Audiência EUA (milhões) |
| ------------ | ------------ | ---------------------- | ------------- | ------------------------- | -------------------- | ---------------- | ----------------------- |
| 11           | 1            | "International Gander" | Jake Schreier | Lee Sung Jin              | 16 de junho de 2021  | XXLD02001        | 0.180                   |
| 12           | 2            | "Antsy"                | Ben Sinclair  | Luvh Rakhe                | 16 de junho de 2021  | XXLD02002        | 0.164                   |
| 13           | 3            | "The Observer"         | Ben Sinclair  | Max Searle                | 23 de junho de 2021  | XXLD02004        | 0.163                   |
| 14           | 4            | "Kareem Abdul-Jabbar"  | Kitao Sakurai | Biniam Bizuneh            | 30 de junho de 2021  | XXLD02005        | 0.130                   |
| 15           | 5            | "Bar Mitzvah"          | Ben Sinclair  | Dave Burd                 | 7 de julho de 2021   | XXLD02006        | 0.152                   |
| 16           | 6            | "Somebody Date Me"     | Tayarisha Poe | Alex Russell              | 14 de julho de 2021  | XXLD02003        | 0.165                   |
| 17           | 7            | "Ad Man"               | Tony Yacenda  | April Shih                | 21 de julho de 2021  | XXLD02007        | 0.166                   |
| 18           | 8            | "The Burds"            | Tony Yacenda  | Vanessa McGee             | 28 de julho de 2021  | XXLD02008        | 0.124                   |
| 19           | 9            | "Enlightened Dave"     | Kitao Sakurai | Luvh Rakhe & Lee Sung Jin | 4 de agosto de 2021  | XXLD02009        | 0.105                   |
| 20           | 10           | "Dave"                 | Alma Har'el   | Dave Burd                 | 11 de agosto de 2021 | XXLD02010        | 0.152                   |